# Коцьол (Вармінсько-Мазурське воєводство)
Коцьол (пол. Kocioł, нім. Groß Kessel) — село в Польщі, у гміні Піш Піського повіту Вармінсько-Мазурського воєводства.